# Bodega Aurrera
Bodega Aurrerá (en Centroamérica: Maxi Despensa) es una tienda de conveniencia en México creada en el año 1970, que fue originalmente  propiedad de la empresa mexicana Almacenes Aurrerá, fundada en el año de 1958 (aunque en ese momento no tuviera el control); posteriormente de su sucesora, Grupo Cifra, y actualmente de la filial mexicana del corporativo detallista estadounidense Walmart.  
Inicialmente la tienda era llamada como "Tienda de Descuento Aurrerá" debido a la baja sustentabilidad de la zona. La palabra Aurrerá proviene de la lengua euskera y significa "adelante".

## Historia

### Inicios

Primer Logotipo de Almacenes Aurrerá Inicialmente Bajo el Nombre de Central de Ropa en 1958.

Las tiendas con el nombre de "Bodega Aurrera" fueron establecidas por primera vez en el año 1970 por parte de Almacenes Aurrerá, el cual consta de un formato de tienda de autoservicio de tamaño mediano tipo bodega cuyo objetivo es ofrecer productos al consumidor a precios atractivos.  En 1975, fue reconvertida al formato Bodega Aurerá la primera tienda Aurrerá Bolívar de la Ciudad de México, inaugurada en el año de 1958 inicialmente bajo el nombre de Central de Ropa, en el que a su vez en ese mismo año, Bodega Aurrerá sería la primera tienda de autoservicio en México en implementar la venta del primer televisor a color en México.

### 1986
En el año de 1986, Bodega Aurrerá junto con sus formatos hermanos (Aurrerá, Superama, Suburbia, Vips y El Portón), pasa a formar parte de la recién creada empresa de autoservicio Grupo Cifra, la cual se encargó durante 14 años de controlar los formatos de negocio inicialmente creados por Almacenes Aurrerá en México. En ese mismo año se implementó el uso del código de barras en las cajas de cobro de sus tiendas.

### Década de los años 1990 - 2001
Tras la asociación de Grupo Cifra con la empresa trasnacional Wal-Mart Stores, efectuado en el año de 1991 con la llegada de Sam's Club a México, en 1997 Wal-Mart Stores adquirió el control mayoritario del Grupo Cifra, que ahora quedó como Wal-Mart de México a partir del año 2001, el cual más adelante Walmart de México tomó la decisión de mantener el nombre de las tiendas Bodega Aurrera, mas no así el de las tiendas Aurrerá que fueron establecidas en el año 1958, las cuales durante el año 2000, si bien un total de 26 de las 32 sucursales Aurrera establecidas en México se transformaron en el formato Wal-Mart Supercenter, las restantes fueron reconvertidas a Bodega Aurrerá, en el que gracias a dicha reconversión, Bodega Aurrerá reforzó su presencia a través de ese movimiento sumando sucursales en ciudades que ya contaba con su presencia como la Ciudad de México (Zaragoza), así como en ciudades del interior de la República Mexicana como Guadalajara, Jalisco (Arboledas y Chapultepec); Puebla, Puebla (11 Sur) y Querétaro, Querétaro (Querétaro Constituyentes); Cuernavaca, Morelos (Avenida Morelos) y Morelia, Michoacán (Plaza Fiesta Camelinas), en el que tras su transformación, se culmina la empresa Grupo Cifra de la familia Arango para dar paso a la empresa Wal-Mart de México.

### Década de los años 2000

#### 2001
Tras la desaparición de Grupo Cifra y la creación de Wal-Mart de México, efectuado en el año 2000, a partir del año 2001, el formato Bodega Aurrerá (en ese momento como Bodega) inicia un plan de expansión geográfica, empezando por la apertura de su sucursal #100 del formato. Posteriormente durante el mismo año 2001, Bodega Aurrerá comienza su expansión de aperturas en ciudades de 50,000 a 150,000 habitantes en la República Mexicana abriendo sus primeras tiendas llegando por primera vez a ciudades y localidades de ese rubro como Tapachula, en el Estado de Chiapas (Bodega Tapachula); Salamanca, en el Estado de Guanajuato (Bodega Salamanca Faja de Oro); Iguala de la Independencia, en el Estado de Guerrero (Bodega Iguala Centro) y Tehuacán, en el Estado de Puebla (Bodega Tehuacán). Asimismo, durante el mismo año, Bodega Aurrerá llega por primera vez al Estado de Zacatecas con la apertura de su primera sucursal en la ciudad de Fresnillo (Bodega Fresnillo Plateros) y con esto Bodega Aurrerá termina el año 2001 con 105 unidades en operación dentro del territorio mexicano.

#### 2009
En el año 2009 las tiendas cambian de imagen, luego de permanecer el famoso ícono del logo anterior de Aurrerá y permanecerlo en el formato Bodega.

### Actualidad
En la actualidad, la estrategia publicitaria de Bodega Aurrerá se basa en el personaje animado de Mamá Lucha, una luchadora enmascarada que es, según la publicidad de la empresa, «la campeona de los precios bajos ». El concepto de Bodega Aurrerá es más simple, debido a que este va dirigido a mercados de clase media a baja, ya que se enfoca en ofrecer variedad y economía similares a Walmart pero con una infraestructura más austera y a la vez atractiva para todo público que busca adquirir su despensa o productos de calidad a precio razonable. Manteniendo la filosofía del formato en ocasiones se ofrece la promoción "Morralla" (palabra mexicana utilizada para referirse al cambio exacto de cantidades en centavos y menores a 100 pesos mexicanos en forma de monedas) misma que permite adquirir productos pequeños o accesibles a un precio bastante reducido, ya que, literalmente, puede comprarse con "morralla". 
Además de ello, muchas estrategias de venta y cobro que se usaban en Walmart, también son replicadas en Bodega Aurrera, tales como las cajas de autocobro con asistente humano en cajas, portal para compras en línea para hacer la despensa; o bien, adquisición de mercancías generales tanto en línea con stock propio, como con la alternativa de alianza MarketPlace, que permite usar la plataforma de Walmart a empresas mexicanas y extranjeras para vender productos. Entre otras, han permitido mantener vigente el formato entre el público mexicano.
Una marca similar a Bodega Aurrera, puede encontrarse en Argentina, denominada "Chango Más", misma que también tiene una premisa similar. Aunque en el mes de septiembre del año 2021, Walmart se retiró del mercado argentino, aun conserva ciertos convenios de colaboración.

## Formatos de tienda
Estos son los formatos que actualmente se manejan en Bodega Aurrera:

### Aurrerá
Fueron tiendas de descuento e hipermercados que existieron desde el año 1958 hasta el año 2001 para ciudades con más de 100 mil habitantes así como en zonas populares de las grandes ciudades. Ofrecía productos de salud, tecnología, alimentación, vestido y esparcimiento. Nota: Aurrerá Bolívar, la primera tienda de este tipo aún existe con el nombre de Bodega Aurrerá desde el año 1975. En el año 1997, con la llegada de Walmart a México, todas las tiendas Aurrera cambiaron su nombre a Walmart (salvo 10 sucursales, las cuales pasaron al formato Bodega Aurrerá). Ahora, la marca Aurrera solo se conserva como marca propia en abarrotes, perecederos y mercancías generales que se venden en las tiendas Walmart Supercenter, Superama (ahora conocida como Walmart Express) y Bodega Aurrera. Competían principalmente con Comercial Mexicana (refundada en el año 2016, ahora como La Comer), Supermercados Gigante (adquirida por Tiendas Soriana en el año 2008) y Tiendas Soriana. Fueron convertidas 24 de sus unidades a Walmart y 10 de sus unidades a Bodega Aurrera.

### Bodega Aurrera

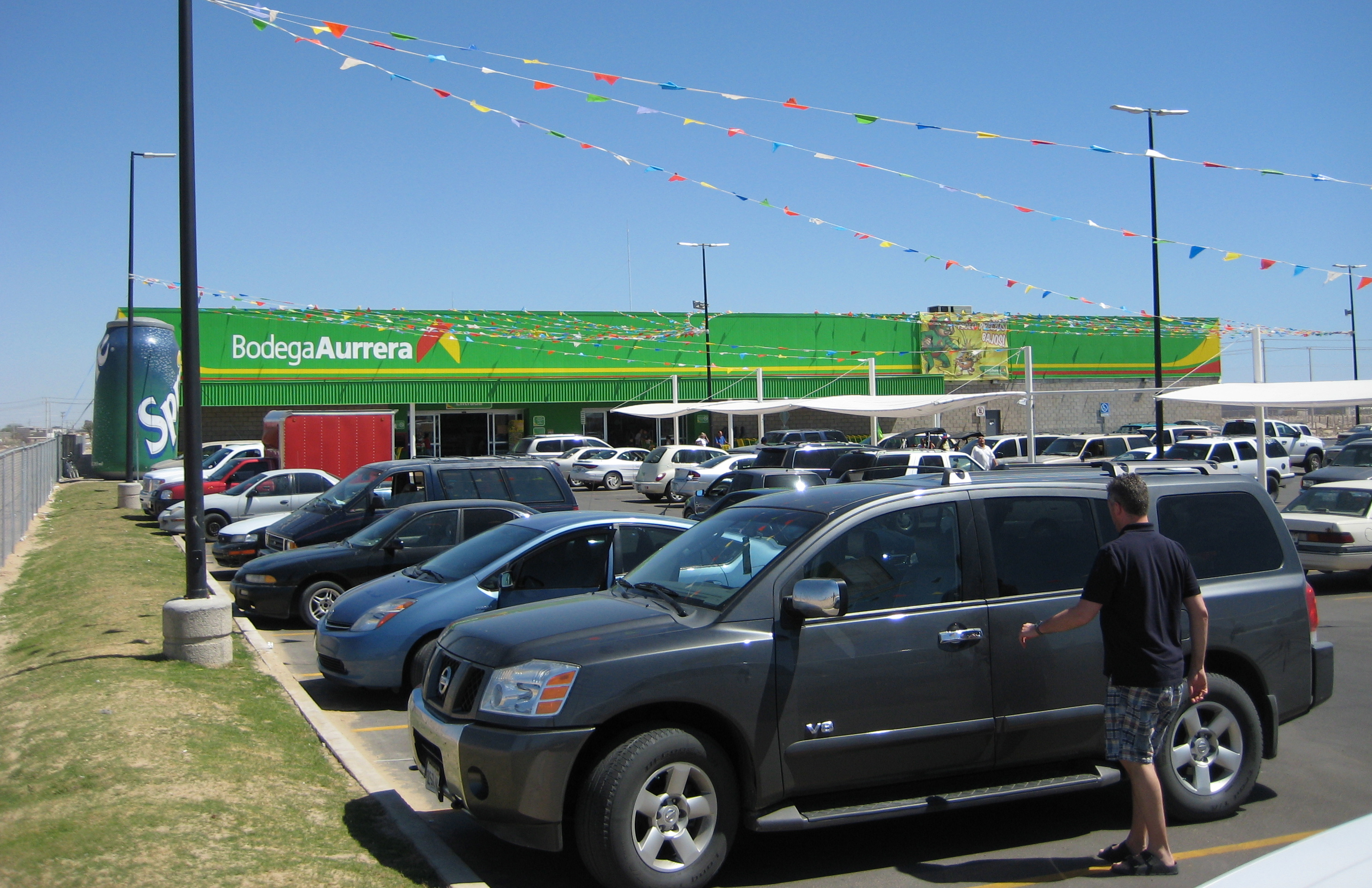
Una sucursal de Bodega Aurrera en Puerto Peñasco, Sonora

Es un formato de tiendas creado en el año 1970 conceptualizado a base de bodega de autoservicio. Son tiendas enfocadas, principalmente a consumidores ubicados en ciudades grandes y/o áreas metropolitanas, pero con zonas de alta concentración popular, en zonas con población de ingresos medios y bajos y/o en zonas donde no es posible la ubicación de una tienda como Walmart, o bien, en ciudades que rondan desde los 40,000 hasta los 100,000 habitantes. Estas tiendas también son de tener la mayoría de productos que venden a un precio bajo .Su concepto consiste en ofrecer y manejar productos de mayor rotación en los hipermercados de las divisiones de abarrotes, perecederos, y una selección de productos de ropa y mercancías generales. Tienen una superficie de piso de venta entre 3,000 y 5,000 metros cuadrados. Compiten principalmente con Tiendas Soriana en sus formatos Soriana Mercado y en algunas zonas del país con el formato Soriana Híper, Chedraui en sus formatos Chedraui, Súper Chedraui y Súper Che, y Casa Ley en sus formatos Casa Ley Fiesta Compacta.

### Mi Bodega Aurrerá

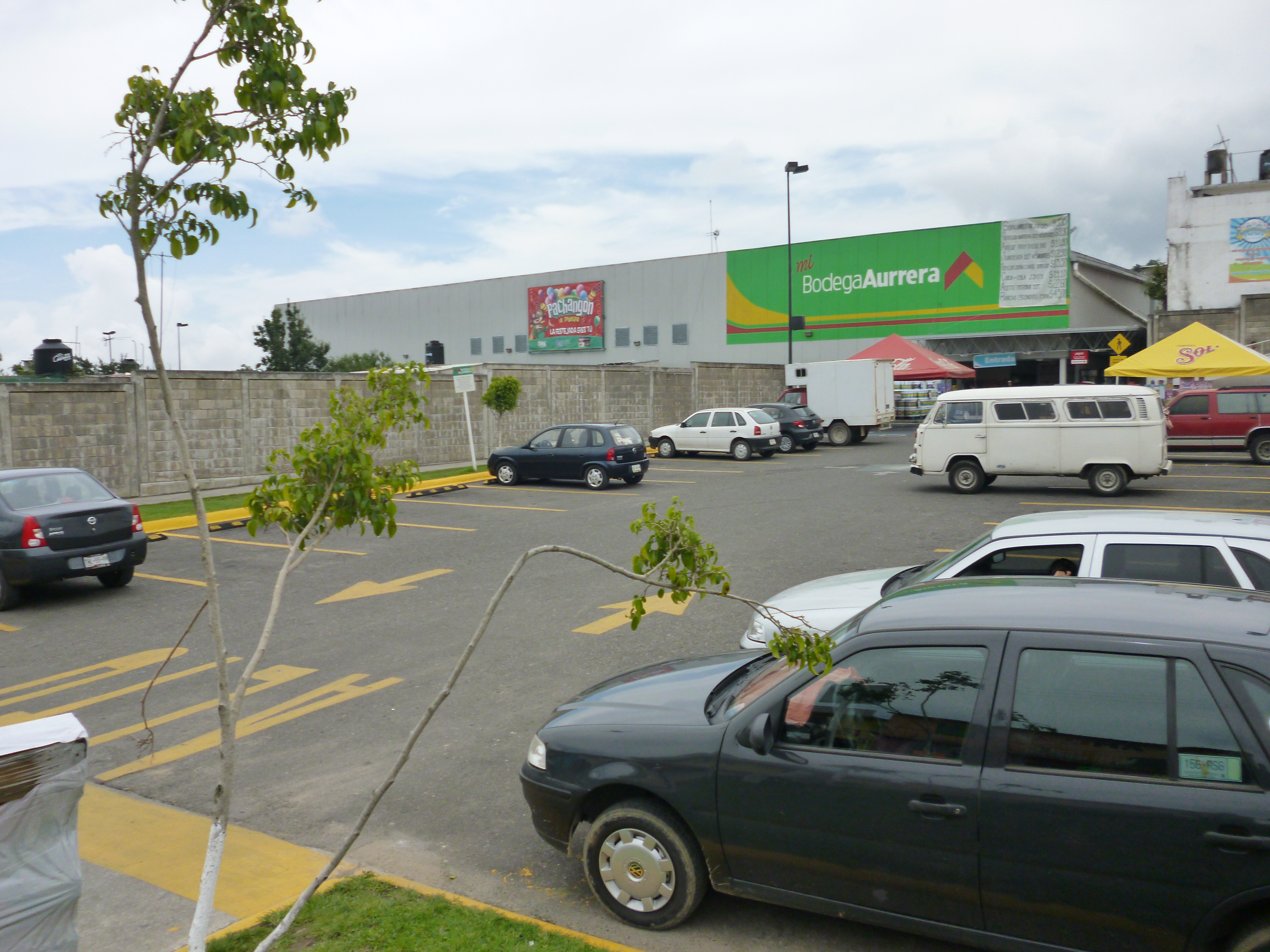
Sucursal de Mi Bodega Aurrerá en Altotonga, Veracruz

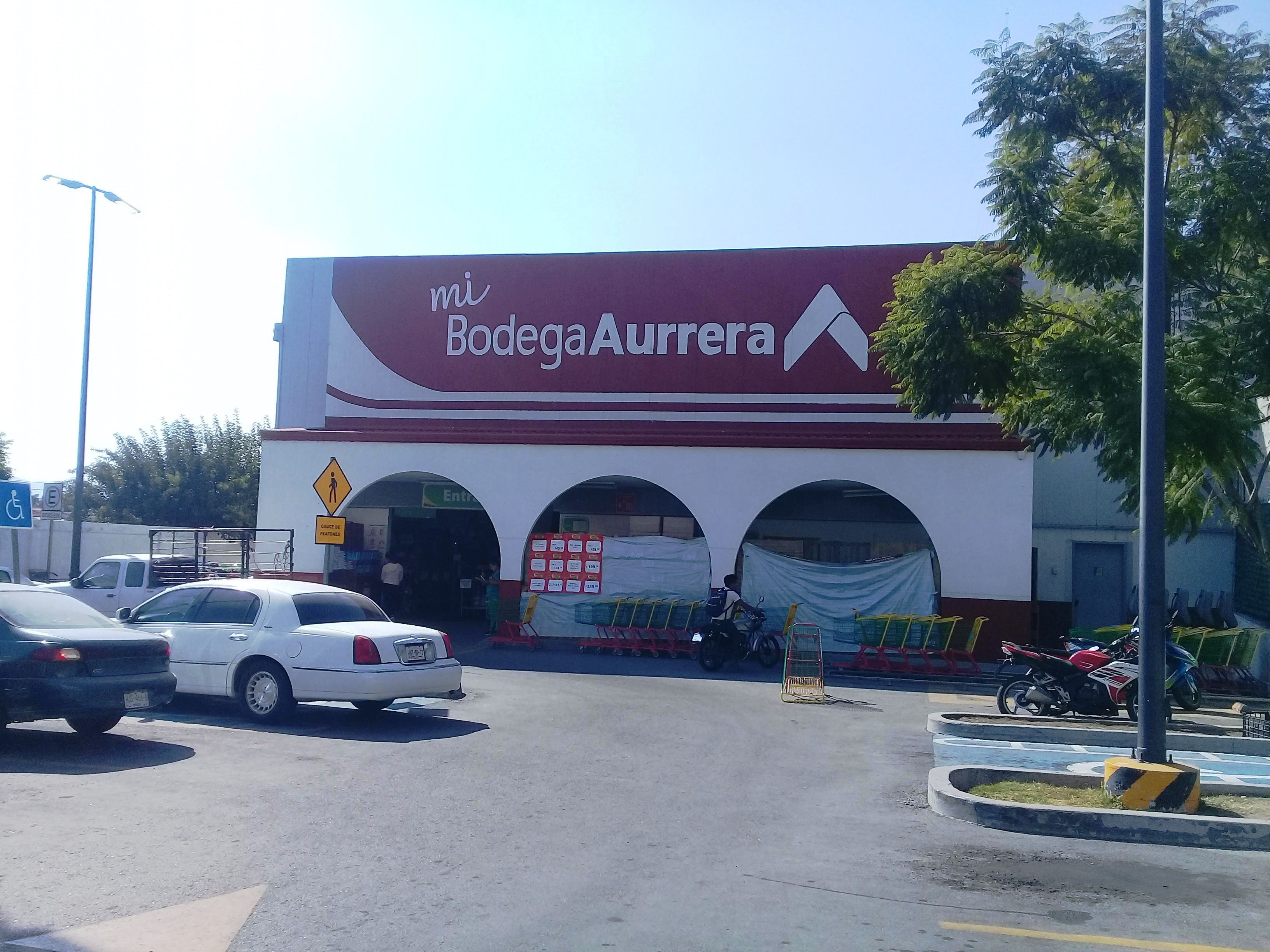
Mi Bodega Aurrerá en Actopan, Hidalgo

Es una variante de Bodega Aurrerá creado en el año 2004, cuyo sub formato se enfoca principalmente para ciudades y poblaciones a partir de los 5,000 hasta los 50,000 habitantes, o bien, ubicados en zonas donde no es factible ubicar una Bodega Aurrerá. Este concepto de tienda ofrece productos, de forma limitada a comparación de Bodega Aurrera, como abarrotes, perecederos y mercancías generales, con la finalidad de satisfacer a los consumidores de dichas poblaciones. Su superficie de ventas en cada tienda rondan desde los 900 hasta los 1,500 metros cuadrados y están ubicados principalmente en zonas con población de ingresos medios y bajos. Sus competidores principales son tiendas similares como Casa Ley mediante sus formatos Ley Express y Súper Ley Express; Chedraui, bajo sus formatos Súper Chedraui y Súper Che; Tiendas Soriana bajo su formato Soriana Express; las desaparecidas tiendas regionales Santa Fe y MZ, así como tiendas locales independientes.

### Bodega Aurrerá Express

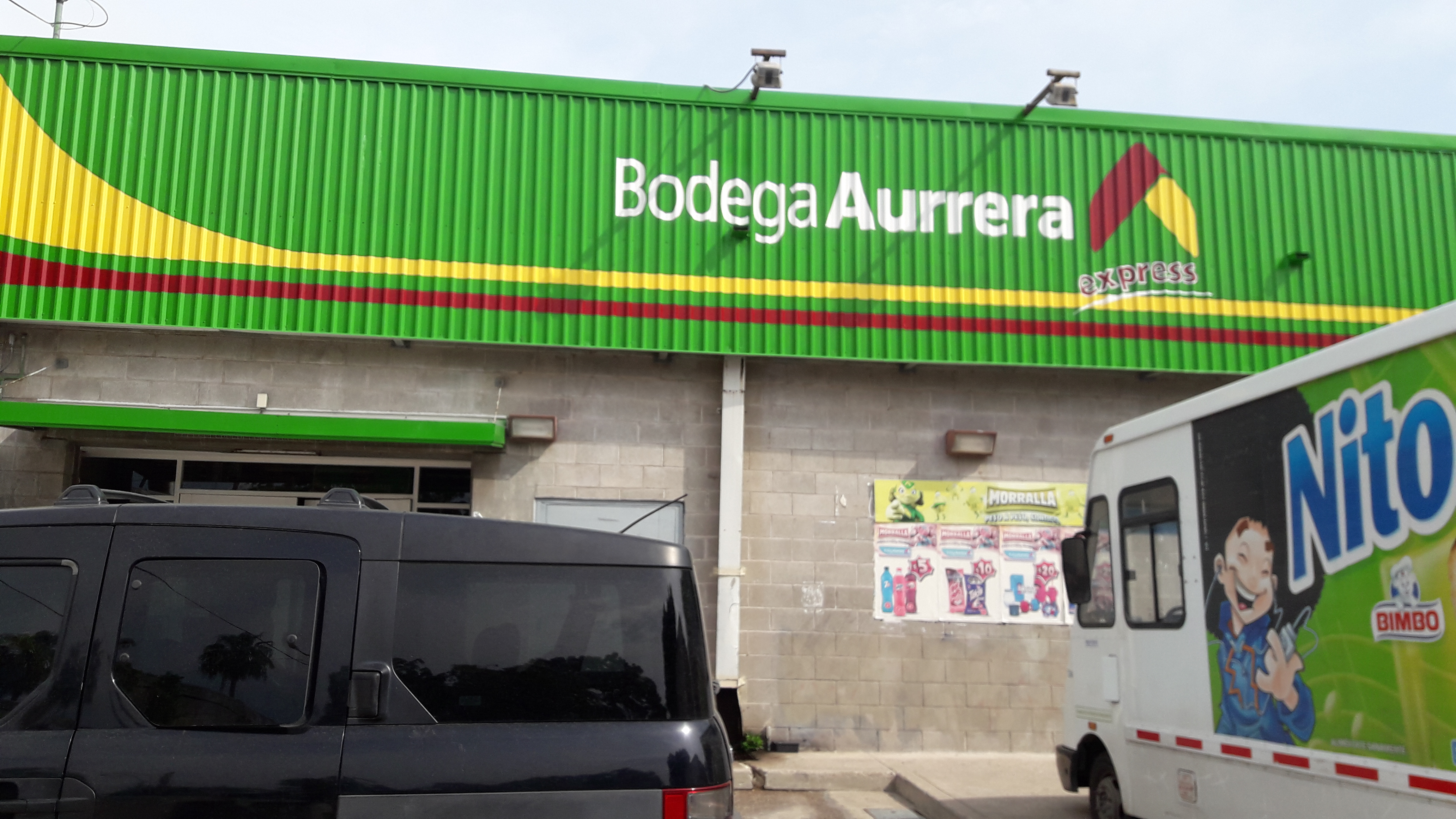
Bodega Aurrerá Express en Mazatlán, Sinaloa

Es la segunda variante de Bodega Aurrerá creado en el año 2008, cuyo sub formato se enfoca regularmente en ciudades grandes y medianas, las cuales anteriormente ya hayan tenido Bodega Aurrerá y/o Mi Bodega Aurrerá dentro de las mismas. Este concepto de tienda se ubica en fraccionamientos pequeños o en zonas de alta concentración popular de las ciudades grandes y medianas donde no es posible ubicar, ya sea Bodega Aurrerá o Mi Bodega Aurrerá. Son tiendas bajo el formato de autoservicio de conveniencia las cuales presentan un área de superficie de venta entre 300 a 500mts2 Manejan productos de uso diario pero en pequeñas cantidades, como abarrotes y perecederos así como artículos de limpieza, hogar y artículos para auto. Sus competidores principales son Tiendas Neto; Cadena Comercial OXXO del Grupo FEMSA, Soriana Express de Tiendas Soriana, 7-Eleven de Casa Chapa, Circle K y Cadena Comercial Extra de Grupo Modelo.

## En la cultura popular
La cadena de supermercados Bodega Aurrera aparece en una de las escenas de la telenovela mexicana El amor invencible del año 2023, protagonizada por Angelique Boyer, donde dicha actriz sale en la famosa escena de supermercado en los pasillos de la tienda.
También, durante el mes de diciembre de 2023 la marca Bodega Aurrera fue anunciada en el noticiero Telediario, Ciudad de México de Canal 6 de Multimedios CDMX como patrocinador oficial del noticiero durante la época navideña 2023 hasta inicios de año nuevo, en enero de 2024.